# Horsburgh Castle
Horsburgh Castle, auch Horsbrugh Castle oder Horsbrugh Tower, ist die Ruine eines Wohnturms in der Nähe des Dorfes Glentress in der schottischen Council Area Scottish Borders. Die Burgruine liegt am Fluss Tweed und an der Fernstraße A72 von Peebles nach Galashiels. Das Tower House stammt aus dem 16. Jahrhundert und wurde für die Horsburghs errichtet.
Die Dörfer Over Horsburgh, Nether Horsburgh, Kailzie und Kailzie Gardens liegen in der Nähe, ebenso wie die Ruine des Nether Horsburgh Castle.
Horsburgh Castle gilt als Scheduled Monument.

## Unterschiede in der Schreibweise
Die Ordnance Survey Landranger Map 73 zeigt „Horsbrugh Castle“ und „Horsbrugh Ford“, wogegen die nahegelegene Siedlung als „Nether Horsburgh“ bezeichnet wird. Die Royal Commission on the Ancient and Historical Monuments in Scotland (RCAHMS) führt auch die Burgruine als „Horsburgh Castle“ auf, bemerkt aber: „Der Name ist zweifelsfrei 'Horsbrugh Castle', was durch die Schreibweise örtlicher Bauernhofnamen etc. bestätigt wird, auch ein Schild an der Burgruine gibt an: 'Ein Denkmal für RT Hon. Baroness Horsbrugh of Horsbrugh 1869–1969'“. Viele Quellen geben jedoch „Horsburgh Castle“ an.